# محمد رفيع (عسكري)
اللواء محمد رفيع (ولد عام 1946) هو ضابط عسكري أفغاني سابق وسياسي شغل منصب وزير الدفاع أفغانستان خلال الحرب السوفيتية الأفغانية.
ولد رفيع حوالي عام 1946 في منطقة بغمان في كابل عاصمة أفغانستان. وهو من أصل بشتوني، وكان ضابطًا في فيلق الدبابات في الجيش الأفغاني. تم تعيينه وزيرًا للشؤون العامة بعد ثورة ثور. في أغسطس 1978، تم طرده من مناصبه العامة من قبل الحكومة الخلقية.
كان رفيع عضوًا في المكتب السياسي ونائب رئيس الوزراء ووزير الدفاع. شغل منصب وزير الدفاع لجمهورية أفغانستان الديمقراطية من عام 1979 إلى عام 1984 ومن عام 1986 إلى عام 1988.
شغل رفيع أيضًا منصب نائب الرئيس في حكومة محمد نجيب الله.